# Pingus
Pingus är en fri klon av det klassiska datorspelet Lemmings och utvecklat av Ingo Ruhnke. Det använder pingviner istället för lämmlar som spelfigurer. Det är licenserat under GNU GPL-licensen. Det erbjuder i dagsläget enbart single player. 
Spelets senaste stabila version är 0.7.2 och kan laddas ned utan kostnad via dess officiella webbplats.

## Historia
Spelets första version kom år 1998. Version 0.6.0 utgavs i april 2003. 0.7.0 släpptes i augusti 2007. Fram till version 0.7.2 var Pingus endast tillgängligt för GNU/Linux men finns nu också till Windows och andra Unixliknande operativsystem.

## Spelupplevelse
Målet i Pingus är att leda en grupp av ett visst antal små pingviner från början av en bana och fram till utgången. För att klara det här måste spelaren hjälpa pingvinerna ta sig förbi olika typer av hinder genom att klicka med musen, till exempel låta dem gräva med borrmaskin (grävare) i marken så att de kan ta sig ned till utgången nedanför eller förse pingvinerna med var sin propeller (svävare) så att de inte slår ihjäl sig då de ska förflytta sig nedåt. Ett annat hjälpmedel kallas bankare då pingvinerna med sina bara händer forcerar sig igenom en isvägg, stenvägg eller liknande. Andra hjälpmedel, för att nämna några, är bombare (pingvinen begår självmord för att skapa hål i omgivningen), blockare (den spärrar vägen för sina kamrater), byggare (pingvinen bygger en ansats att gå på), tunnlare (figuren använder en hacka för att göra tunnlar i miljön) och hoppare (pingvinen hoppar över fallgropar och avgrunder). 
För att skynda på spelets gång går det att med en speciell knapp spola fram skeendet. En liten karta i vänstra hörnet hjälper till att ge spelaren en överblick över banans terräng. Om spelsituationen blir alltför hopplös har spelaren tillgång till en funktion som får alla pingviner på banan att explodera varefter spelaren kan starta om den aktuella banan från början.

## Banor
Pingus innehåller 21 stycken banor och, sedan version 0.7.2, 8 stycken extrabanor med halloweentema. De flesta banor utspelar sig i olika typer av is-, grott- eller snömiljöer.